# Zakhele Mbhele
Zakhele Njabulo Mbhele (* 9. November 1984) ist ein südafrikanischer Politiker der Democratic Alliance.

## Leben
Mbehle studierte an der University of Witwatersrand. Von November 2011 bis Mai 2014 war er Media Liaison Officer für die Ministerpräsidentin der Provinz Westkap Helen Zille. Mbhele ist seit der Parlamentswahl in Südafrika 2014 Abgeordneter im südafrikanischen Parlament. Neben den südafrikanischen Abgeordneten Mike Waters und Ian Ollis gehört er zu den ersten offen homosexuellen Abgeordneten in der Nationalversammlung Südafrikas.